# Ayuntamiento de Málaga
El Ayuntamiento de Málaga es la institución que gobierna la ciudad y el municipio de Málaga. Es una de las cuatro administraciones públicas con responsabilidad política en la ciudad, junto a la Administración General del Estado, la Junta de Andalucía y la Diputación de Málaga.
Desde 1979, sus responsables políticos son escogidos por sufragio universal por los ciudadanos de Málaga con derecho a voto, en elecciones celebradas cada cuatro años. En la actualidad, su alcalde es Francisco de la Torre Prados, que está al frente de un equipo de gobierno del PP.
El Ayuntamiento tiene su sede en la Casa Consistorial, que se encuentra en la avenida de Cervantes, número 4, junto al paseo del Parque.

## Historia
La Primera sesión capitular tuvo lugar el 26 de junio de 1489. Se celebró tras la reunión del primer concejo de la ciudad, surgido el 26 de mayo de 1489, dos años después de que la ciudad fuera conquistada por los Reyes Católicos. 
En aquella fecha se firmaron las «Ordenanzas para la Gobernación y Repartimiento de la Ciudad de Málaga», que sirvió como modelo para todas las ciudades del Reino de Granada. El gobierno municipal estaba constituido por 13 regidores, 8 jurados y diversos oficios y cargos, como órgano ejecutivo y decisorio del poder local.
El Ayuntamiento se constituye en 1501 y se nombra como corregidor a Garcí Fernández Manrique, funcionario nombrado directamente por el rey para administrar el gobierno local. Desde entonces, 81 regidores se han situado al frente del consistorio.
En estos más de quinientos años de historia del ayuntamiento, se han sucedido dos hechos luctuosos en la alcaldía malagueña. El alcalde José Moreno Micó fue asesinado el 25 de junio de 1873 en la revolución cantonalista y Eugenio Entrambasaguas Caracuel, último alcalde de la II República, fue fusilado el 6 de marzo de 1937 por las tropas franquistas en la ciudad.

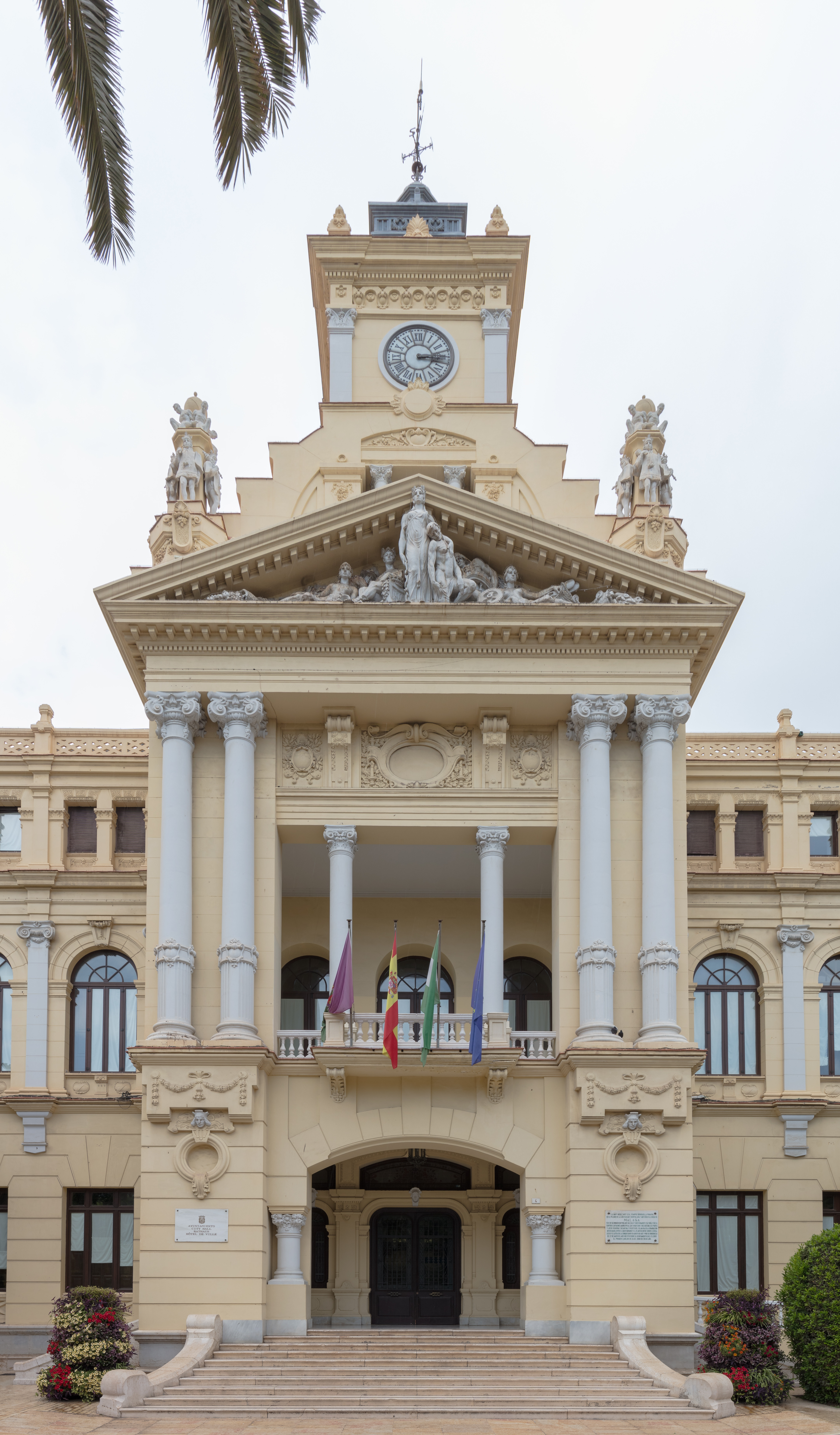
Entrada
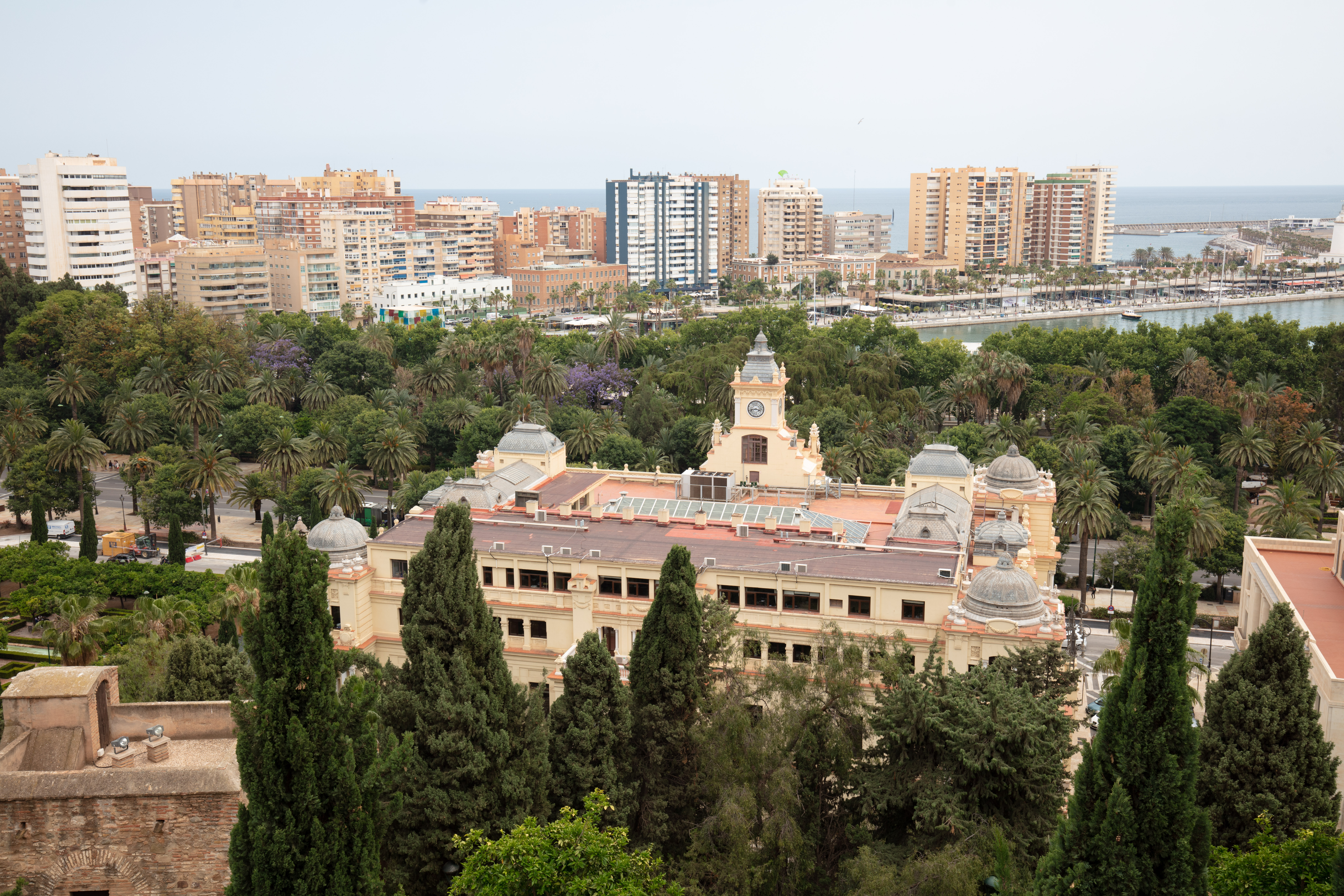
Vista superior
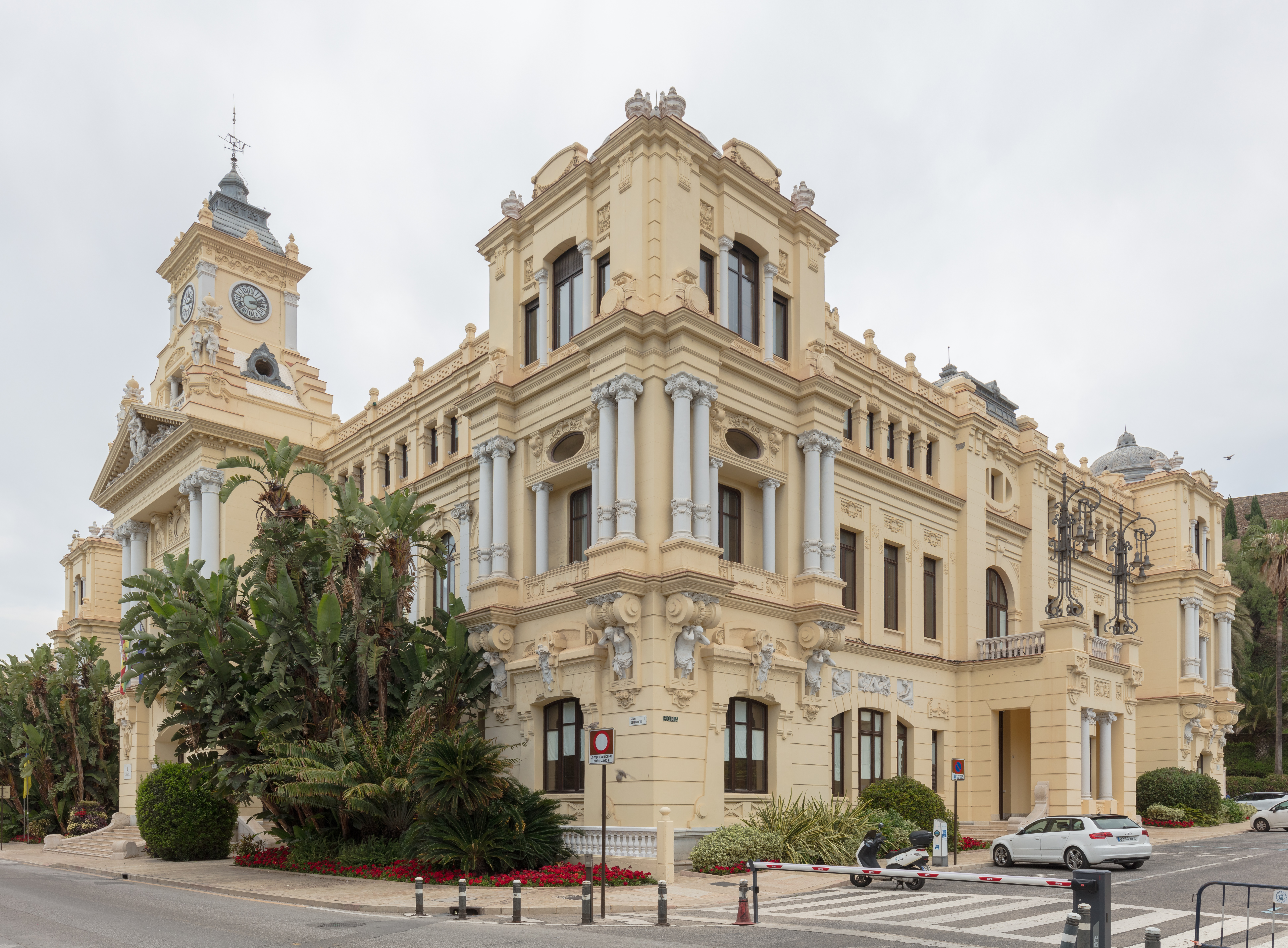
Vista de fachada y lateral
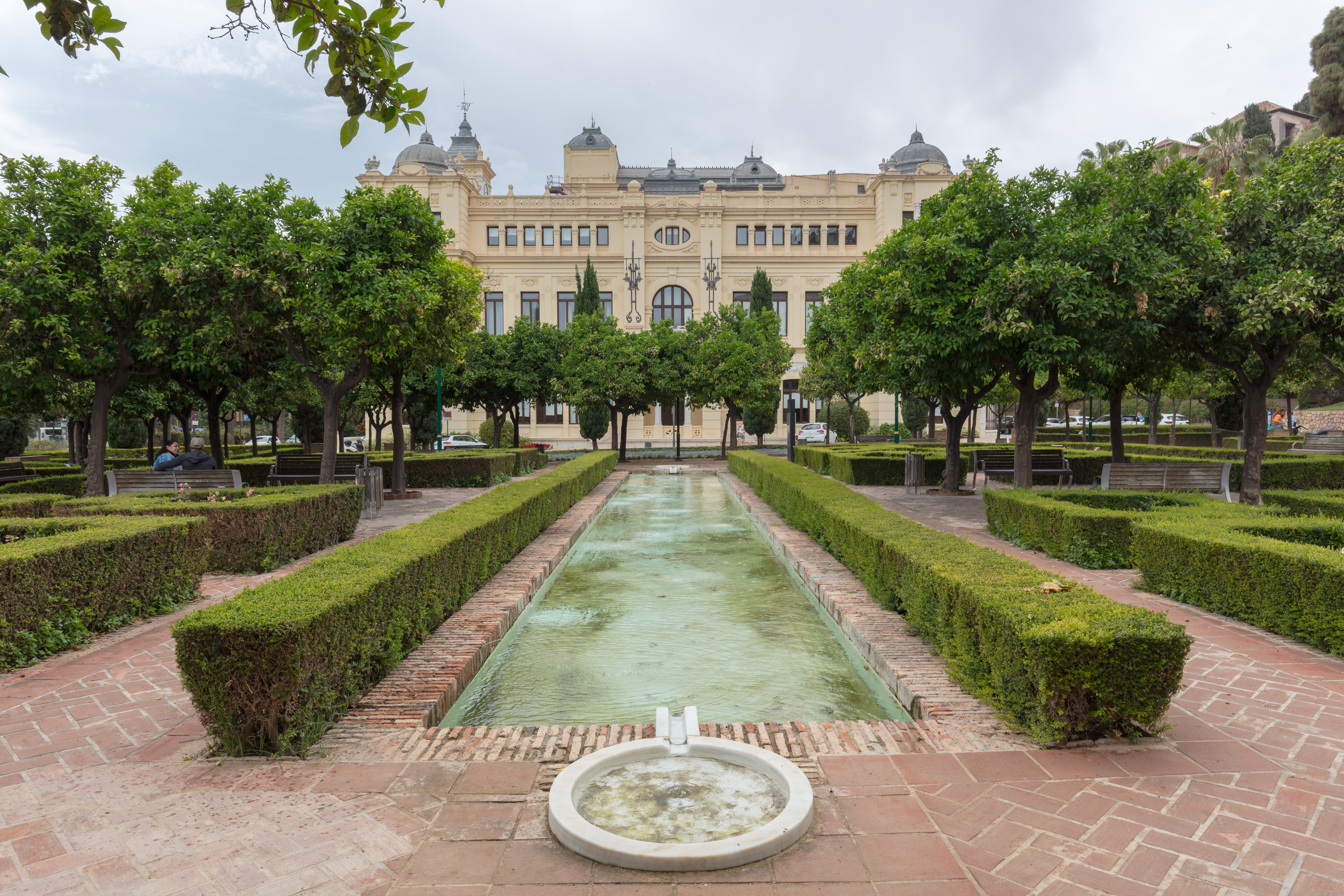
Vista del lateral del ayuntamiento desde los jardines de Pedro Luis Alonso

## Competencias
El Ayuntamiento es el organismo con mayores competencias y funcionarios públicos en la ciudad, ya que regula la vida diaria de los ciudadanos, e importantes asuntos como la planificación urbanística, los transportes, la recaudación de impuestos municipales, la gestión de la seguridad vial mediante la policía local, el mantenimiento de la vía pública (asfaltado, limpieza...) y de los jardines, entre otras funciones. También es el responsable de la construcción de equipamientos municipales como polideportivos, bibliotecas, centros de servicios sociales, viviendas de protección pública, etc.
El poder del Ayuntamiento está centralizado en el alcalde de Málaga y su equipo de gobierno, que se ocupa de las cuestiones más generales e importantes de la ciudad, que se aplican a toda la ciudad. Además existe una división administrativa de la ciudad en once distritos.

## Economía municipal

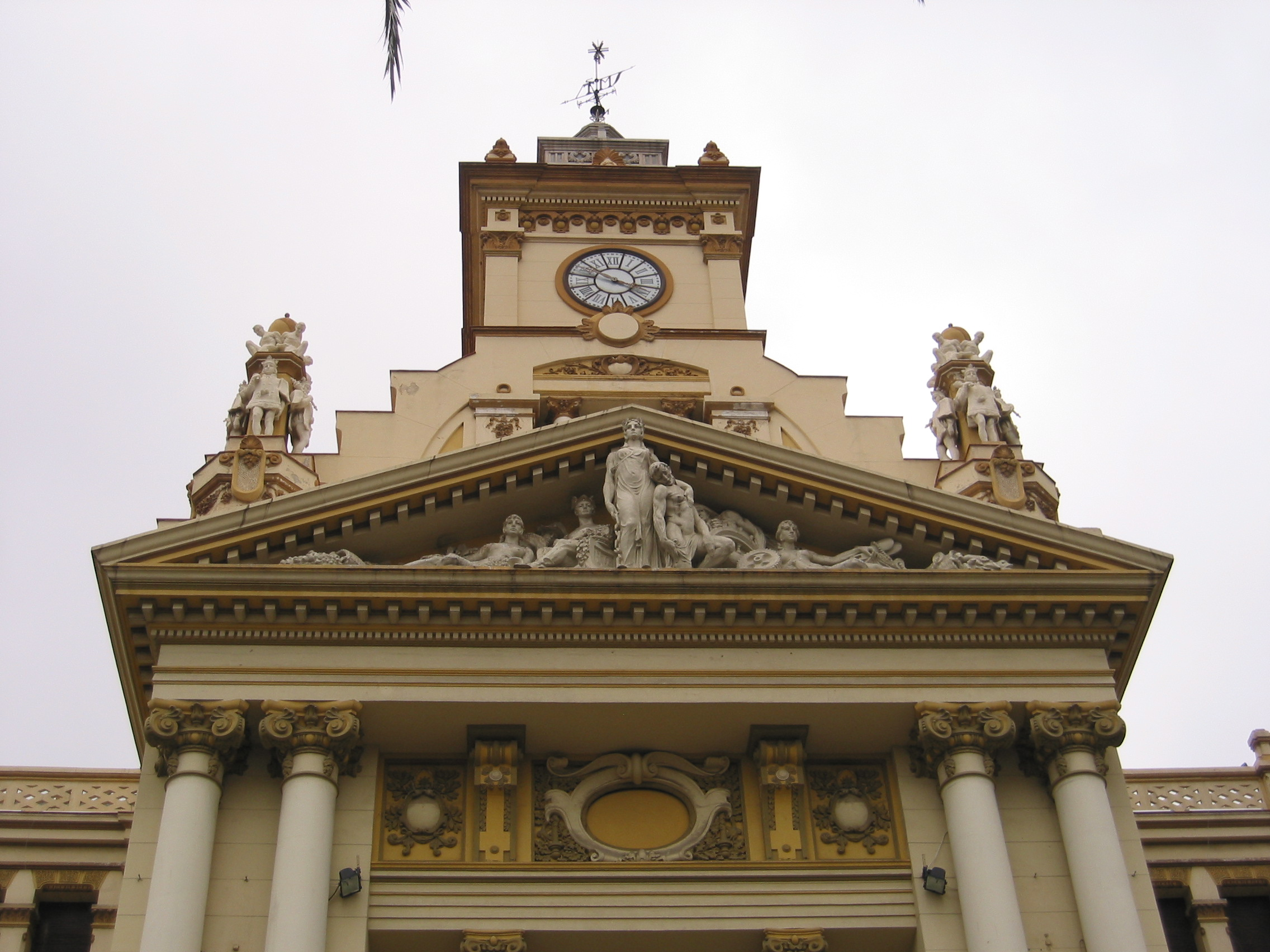
Detalle de la fachada

El Ayuntamiento de Málaga gestionará un presupuesto de 1.256.807.240,29 euros en gastos corrientes, según el presupuesto aprobado para el año 2024 (el tercero más grande después de Madrid y Barcelona).
El esfuerzo inversor se centra en la dotación y reposición de infraestructuras y equipamientos, en contribuir a las obras del Metro y soterramiento del AVE, en la creación de riqueza y empleo en la ciudad, en incrementa las inversiones en los distritos y en la mejora de los servicios públicos municipales, según datos del propio ayuntamiento.

## Personal
El Ayuntamiento de Málaga cuenta con una plantilla propia de aproximadamente 3000 empleados directos (funcionarios y personal laboral). Además, sus organismos autónomos y empresas municipales emplean a otras 3000 personas.

## Alcaldes
Desde la restauración de la democracia, Málaga ha tenido cuatro alcaldes: Luis Merino (UCD) Pedro Aparicio (PSOE), Celia Villalobos (PP) y Francisco de la Torre (PP).
| Periodo   | Nombre                                                                       | Partido                                  |
| --------- | ---------------------------------------------------------------------------- | ---------------------------------------- |
| 1979-1983 | Pedro Aparicio Sánchez                                                       | Partido Socialista Obrero Español (PSOE) |
| 1983-1987 | Pedro Aparicio Sánchez                                                       | Partido Socialista Obrero Español (PSOE) |
| 1987-1991 | Pedro Aparicio Sánchez                                                       | Partido Socialista Obrero Español (PSOE) |
| 1991-1995 | Pedro Aparicio Sánchez                                                       | Partido Socialista Obrero Español (PSOE) |
| 1995-1999 | Celia Villalobos Talero                                                      | Partido Popular (PP)                     |
| 1999-2003 | Celia Villalobos Talero (1999-2000) Francisco de la Torre Prados (2000-2003) | Partido Popular (PP)                     |
| 2003-2007 | Francisco de la Torre Prados                                                 | Partido Popular (PP)                     |
| 2007-2011 | Francisco de la Torre Prados                                                 | Partido Popular (PP)                     |
| 2011-2015 | Francisco de la Torre Prados                                                 | Partido Popular (PP)                     |
| 2015-2019 | Francisco de la Torre Prados                                                 | Partido Popular (PP)                     |
| 2019-2023 | Francisco de la Torre Prados                                                 | Partido Popular (PP)                     |
| 2023-act. | Francisco de la Torre Prados                                                 | Partido Popular (PP)                     |

## Pleno
El Pleno es el órgano máximo de representación política de los ciudadanos en el gobierno de la ciudad de Málaga. Está formado por 31 concejales, elegidos por sufragio universal cada cuatro años. La corporación municipal está presidida por el alcalde y funciona en sesiones plenarias y mediante comisiones.
| Partido político    | Partido político                                                    | 2023   | 2019   | 2015   | 2011   | 2007   | 2003   | 1999   | 1995   | 1991   | 1987   | 1983   | 1979   |
| Partido político    | Partido político                                                    | Ediles | Ediles | Ediles | Ediles | Ediles | Ediles | Ediles | Ediles | Ediles | Ediles | Ediles | Ediles |
|                     | Partido Popular (PP)                                                | 17     | 14     | 13     | 19     | 17     | 17     | 19     | 15     | 8      | 7      | 8      | 0      |
|                     | Partido Socialista Obrero Español (PSOE)                            | 10     | 12     | 9      | 9      | 12     | 12     | 9      | 7      | 17     | 17     | 21     | 11     |
|                     | Vox                                                                 | 2      | 0      | 0      | —      | —      | —      | —      | —      | —      | —      | —      | —      |
|                     | Con Andalucía-Adelante-Málaga Ahora                                 | 2      | 3      | 4      | —      | —      | —      | —      | —      | —      | —      | —      | —      |
|                     | Ciudadanos (CS)                                                     | 0      | 2      | 3      | —      | —      | —      | —      | —      | —      | —      | —      | —      |
|                     | Izquierda Unida (IU)                                                | CA     | Ad.    | 2      | 3      | 2      | 2      | 3      | 9      | 4      | 4      | 2      | 7      |
|                     | Partido Andalucista (PA)                                            | —      | —      | —      | —      | —      | 0      | 0      | 0      | 2      | 0      | 0      | 4      |
|                     | Centro Democrático y Social (CDS)-Unión de Centro Democrático (UCD) | —      | —      | 1      | 2      | 2      | —      | —      | —      | 0      | 3      | 0      | 7      |
| Total de concejales | Total de concejales                                                 | 31     | 31     | 31     | 31     | 31     | 31     | 31     | 31     | 31     | 31     | 31     | 29     |

## Gobierno municipal
La máxima autoridad es el alcalde de Málaga (elegido por el pleno municipal), al que siguen siete tenientes de alcalde. El reparto de Tenencias de Alcaldía, Delegaciones, Áreas y Distritos entre los concejales, las realiza el alcalde.

### Áreas de gobierno
- Presidencia: Francisco de la Torre.
- Economía, Hacienda, Recursos Humanos y Calidad
- Cultura, Deporte, Turismo, Educación, Juventud y Fomento del empleo
- Sostenibilidad Medioambiental y Servicios Operativos
- Comercio, Gestión de la Vía Pública, Fomento de la Actividad Empresarial y Contratación y compras.
- Innovación y Digitalización Urbana
- Derechos sociales, Accesibilidad, Vivienda, Participación Ciudadana, y Transparencia y Buen Gobierno
- Ordenación del territorio, movilidad y seguridad

Estas áreas de gobierno a su vez se componen de las siguientes delegaciones y concejales delegados:
- Economía, Hacienda, Recursos Humanos y Calidad
  - Delegación de Economía y Hacienda, Intervención y Tesorería: Carlos Conde O'Donnell
  - Delegación de Recursos Humanos y Calidad: Jacobo Florido Gómez
- Cultura, Deporte, Turismo, Educación, Juventud y Fomento del empleo
  - Delegación de Cultura: Noelia Losada Moreno
  - Delegación de Deporte: Noelia Losada Moreno
  - Delegación de Turismo: Jacobo Florido Gómez
  - Delegación de Promoción de la ciudad y captación de inversiones: María Rosa Sánchez Jiménez
  - Delegación de Educación, Juventud y Fomento del Empleo: Luis Verde Godoy
- Sostenibilidad Medioambiental y Servicios Operativos
  - Delegación de Sostenibilidad Ambiental: Gemma del Corral Parra
  - Delegación de Servicios Operativos, Régimen Interior, Playas y Fiestas: Teresa Porras Teruel
- Comercio, Gestión de la Vía Pública, Fomento de la Actividad Empresarial y Contratación y compras.
  - Delegación de Comercio, Gestión de la vía pública, fomento de la actividad empresarial y contratación y compras: Elisa Pérez de Siles
- Innovación y Digitalización Urbana
  - Delegación de Innovación y Digitalización Urbana: Susana Carillo Aparicio
- Derechos sociales, Accesibilidad, Vivienda, Participación Ciudadana, y Transparencia y Buen Gobierno
  - Delegación de Derechos Sociales, Igualdad, Accesibilidad, Políticas Inclusivas y Vivienda: Francisco Javier Pomares Fuentes
  - Delegación de Participación Ciudadana, Migración, Acción Exterior, Cooperación al Desarrollo, Transparencia y Buen Gobierno: Ruth Sarabia García
- Ordenación del territorio, movilidad y seguridad
  - Delegación de Ordenación del Territorio: Raúl López Maldonado
  - Delegación de Movilidad: José del Río Escobar
  - Delegación de Seguridad: Avelino Barrionuevo Gener

## Resultados electorales históricos
| Partido político                                                    | 2023             | 2023             | 2023             | 2019        | 2019        | 2019        | 2015   | 2015  | 2015       | 2011    | 2011  | 2011       | 2007    | 2007  | 2007       | 2003    | 2003  | 2003       | 1999    | 1999  | 1999       | 1995    | 1995  | 1995       | 1991   | 1991  | 1991       | 1987   | 1987  | 1987       | 1983    | 1983  | 1983       | 1979   | 1979  | 1979       |
| Partido político                                                    | Votos            | %                | Concejales       | Votos       | %           | Concejales  | Votos  | %     | Concejales | Votos   | %     | Concejales | Votos   | %     | Concejales | Votos   | %     | Concejales | Votos   | %     | Concejales | Votos   | %     | Concejales | Votos  | %     | Concejales | Votos  | %     | Concejales | Votos   | %     | Concejales | Votos  | %     | Concejales |
| Partido Popular (PP)-Alianza Popular (AP)                           | 117 577          | 49,17            | 17               | 94 711      | 39,62       | 14          | 84 156 | 36,47 | 13         | 123 655 | 53,46 | 19         | 111 761 | 51,03 | 17         | 120 302 | 49,13 | 17         | 129 811 | 55,72 | 19         | 122 975 | 45,66 | 15         | 46 169 | 26,19 | 8          | 44 340 | 22,43 | 7          | 48 323  | 25,61 | 8          | 1008   | 0,66  | 0          |
| Partido Socialista Obrero Español (PSOE)                            | 69 840           | 29,21            | 10               | 77 509      | 32,50       | 12          | 60 246 | 26,27 | 9          | 57 245  | 24,75 | 9          | 79 466  | 36,28 | 12         | 83 706  | 34,19 | 12         | 64 165  | 27,54 | 9          | 56 554  | 21,00 | 7          | 87 847 | 49,83 | 17         | 96 939 | 49,04 | 17         | 119 436 | 63,30 | 21         | 51 830 | 34,17 | 11         |
| Vox                                                                 | 18 476           | 7,72             | 2                | 10 400      | 4,35        | 0           | 794    | 0,34  | 0          | —       | —     | —          | —       | —     | —          | —       | —     | —          | —       | —     | —          | —       | —     | —          | —      | —     | —          | —      | —     | —          | —       | —     | —          | —      | —     | —          |
| Con Andalucía-Adelante-Málaga Ahora                                 | 17 655           | 7,38             | 2                | 25 201      | 10,32       | 3           | 30 600 | 13,31 | 4          | —       | —     | —          | —       | —     | —          | —       | —     | —          | —       | —     | —          | —       | —     | —          | —      | —     | —          | —      | —     | —          | —       | —     | —          | —      | —     | —          |
| Ciudadanos (CS)                                                     | 4712             | 1,97             | 0                | 18 555      | 7,77        | 2           | 23 859 | 10,37 | 3          | —       | —     | —          | —       | —     | —          | —       | —     | —          | —       | —     | —          | —       | —     | —          | —      | —     | —          | —      | —     | —          | —       | —     | —          | —      | —     | —          |
| Izquierda Unida (IU)-Partido Comunista de España (PCE)              | En Con Andalucía | En Con Andalucía | En Con Andalucía | En Adelante | En Adelante | En Adelante | 17 130 | 7,45  | 2          | 25 354  | 10,96 | 3          | 15 799  | 7,21  | 2          | 20 444  | 8,35  | 2          | 21 513  | 9,23  | 3          | 76 580  | 28,43 | 9          | 22 628 | 12,84 | 4          | 23 315 | 11,80 | 4          | 13 554  | 7,18  | 2          | 31 255 | 20,61 | 7          |
| Partido Andalucista (PA)                                            | —                | —                | —                | —           | —           | —           | —      | —     | —          | —       | —     | —          | 3338    | 1,52  | 0          | 10 034  | 4,10  | 0          | 8534    | 3,66  | 0          | 5719    | 2,12  | 0          | 10 765 | 6,11  | 2          | 5504   | 2,78  | 0          | 3692    | 1,96  | 0          | 22 179 | 14,62 | 4          |
| Centro Democrático y Social (CDS)-Unión de Centro Democrático (UCD) | —                | —                | —                | —           | —           | —           | —      | —     | —          | —       | —     | —          | —       | —     | —          | —       | —     | —          | —       | —     | —          | —       | —     | —          | 2675   | 1,52  | 0          | 18 489 | 9,35  | 3          | 2407    | 1,28  | 0          | 32 238 | 21,26 | 7          |

## Juntas municipales
Málaga se divide administrativamente en 11 Juntas municipales de distrito. Cada distrito tiene una serie de competencias que se ejercen bajo el principio de la desconcentración territorial.
Los 11 distritos de Málaga son: Centro, Este, Ciudad Jardín, Bailén-Miraflores, Palma-Palmilla, Cruz de Humilladero, Carretera de Cádiz, Churriana, Campanillas, Puerto de la Torre y Teatinos-Universidad.

## Evolución de la deuda viva municipal
El concepto de deuda viva contempla sólo las deudas con cajas y bancos relativas a créditos financieros, valores de renta fija y préstamos o créditos transferidos a terceros, excluyéndose, por tanto, la deuda comercial.
| Gráfica de evolución de la deuda viva del Ayuntamiento entre 2008 y 2023                         |
|                                                                                                  |
| Deuda viva del Ayuntamiento de Málaga, en miles de euros, según datos del Ministerio de Hacienda |